# George Wyndham, 3:e earl av Egremont

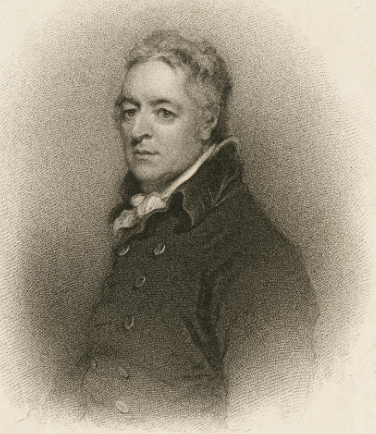
George Wyndham, 3:e earl av Egremont.

George O'Brien Wyndham, 3:e earl av Egremont, född den 18 december 1751, död den 11 november 1837, var en brittisk ädling. Han var son till Charles Wyndham, 2:e earl av Egremont, farbror till George Wyndham, 4:e earl av Egremont och far till George Wyndham, 1:e baron Leconfield. 
Lord Egremont, som ärvde earltiteln redan 1763 vid faderns död, var mest känd som konstmecenat. Han hjälpte fram målaren Turner och hopbragte på Petworth House en värdefull konstsamling. Bland hans skyddslingar märks även skulptören John Edward Carew.